# 老いてこそなお
『老いてこそなお』（おいてこそなお）は、2003年11月25日に放送された、NHKのドラマ。脚本西荻弓絵、演出西谷真一。

## 概要
NHK名古屋放送局制作番組として、2003年に放送された三國連太郎主演ドラマ。特別養護老人ホームを脱走した老いた二人の男女を題材とした作品。旅先の郡上八幡で大切なものを見失った家族が旅をする人情ドラマ。平成15年度文化庁芸術祭参加作品。
作中には当時の岐阜県八幡町で現在の郡上市の名所が登場する。三國連太郎の死去に伴い 2013年4月21日、特別番組「三國連太郎さんをしのんで」番組内で全編アンコール放送。
現在ブルーレイやDVDなどの販売はされていない。

## 出演
- 山越義祐 : 三國連太郎
- 吉沢文子 : 渡辺美佐子
- 山越美佳 : 田中好子
- 山越智行 : 塩見三省
- 山越歩 : 田中碧海